# Ammotrechella jutisi
Espèce
Ammotrechella jutisi est une espèce de solifuges de la famille des Ammotrechidae.

## Distribution
Cette espèce est endémique de la province de Santiago de Cuba à Cuba,. Elle se rencontre vers la côte.

## Description
Le mâle holotype mesure 9,35 mm, les mâles mesurent de 8,06 à 9,35 mm et les femelles de 9,70 à 10,20 mm.

## Étymologie
Son nom d'espèce lui a été donné en référence au lieu de sa découverte, Jutisí.

## Publication originale
- Armas & Teruel, 2005 : The wind scorpions of Cuba (Arachnida: Solifugae). Boletín de la Sociedad Entomológica Aragonesa, vol. 37, p. 149-163 (texte intégral).